# 维耳图斯

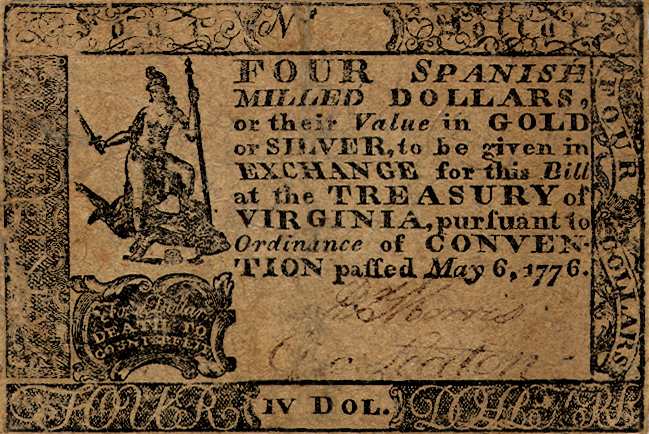
美国大陆货币，1776年发行的弗吉尼亚四元纸币(反面)维耳图斯位于左边

在罗马神话中，“维耳图斯”是勇敢和英勇之神，罗马勇敢精神的化身。相当于希腊的阿睿提（Arete）女神。
他/她被认定是罗马荷诺斯（Honos）神（光荣的化身）的从神，经常与荷诺耳（荷诺斯）一起受到崇拜。据瓦莱里乌斯·马克西穆斯（Valerius Maximus）的报告，这种联拜使得公元前210年马尔库斯·克劳狄乌斯·马耳刻卢斯（Marcus Claudius Marcellus）打算为他俩建造一所共用的神庙，但立即这招致神职人员的反对，他们认为一旦在该神庙中了显示神迹，祭司将不知道该向哪位神灵献祭感谢。因此，马耳刻卢斯单独为维耳图斯建造了一座寺庙，以这种方式与荷诺斯神庙分开。他用洗劫锡拉库扎城（Syracuse）和征伐高卢人所获得的战利品来资助修建该神庙。这寺庙位于卡佩纳门，后来韦斯巴芗对它进行了装修。
该神被以各种不同的方式反映 - 例如，在泰特里库斯一世（Tetricus）的硬币，它可能显示为一位带着标枪或只穿着斗篷的老妇人、老头，或年轻男子。在墓葬内发现的维耳图斯浮雕旁边从未出现过男性伴侣。通常情况下她出现在墓葬内的艺术形象极具阳刚或勇敢的感觉。

## 当今时代
1776年，维耳图斯成为弗吉尼亚州州徽和州旗中的中心主角。弗吉尼亚四元纸币，大陆货币(美国早期货币)，在它的正面绘有类似维耳图斯的图像。